# Vendette di famiglia
Vendette di Famiglia (Bienvenue Chez Les Rozes) è un film del 2003 diretto da Francis Palluau.
Pellicola francese, di genere commedia, ha per protagonisti Lorant Deutsch, Jean Dujardin e Clémence Poésy.

## Trama
Una famiglia normale in una tranquilla cittadina rurale francese viene presa in ostaggio da due banditi in fuga. Sorprendentemente, la famiglia si rivela essere non solo cooperativa, ma anche molto piacevole e comprensiva con la situazione dei loro carcerieri.
Nel corso della vicenda diventa evidente che nessuno dei personaggi è quello che sembra essere. I due banditi si rivelano essere solo piccoli criminali e la loro fuga il risultato non voluto di una faida tra i piloti del loro convoglio. Per quanto riguarda la famiglia, quando la madre accoltella la cameriera per impedirle di entrare nella casa, si rivela non sana di mente e innocente come inizialmente sembrava.